# Енгелберт I фон Марк
Енгелберт I фон Марк (на немски: {Engelbert I von der Mark; † 16 ноември 1277 в замъка „Бредевоорт“ в Нидерландия) от Дом Ламарк е граф на Марк от 1249 до 1277 г.
Той е син на граф Адолф I фон Марк († 1249) и втората му съпруга Ирмгард фон Гелдерн († след 1230), дъщеря на граф Ото I. Той е наследник на баща си. През 1249 г. брат му Ото фон Марк († 14 август 1262) се отказва от духовенството си в Лиеж и Енгелберт му отстъпва замъците Алтена и Бланкенщайн. След смъртта на бездетния Ото той отново е владетел на цялото графство.
Енгелберт I фон Марк се жени първо за Кунигунда фон Близкастел († 1265), дъщеря на граф Хайнрих фон Близкастел, и втори път (1265 г.) за Елизабет фон Фалкенбург, племенница на архиепископа на Кьолн Енгелберт II. Така е осигурен мира между двете страни.
Енгелберт е нападнат и тежко ранен през 1277 г. по време на пътуване през 1277 г. от Херман II фон Лон. Той умира в замъка „Бредевоорт“ na 16 ноември 1277 г. Наследен е от сина му Еберхард I фон Марк († 4 юли 1308). Той погребва баща си в абатство „Капенберг“ в град Селм.

## Деца
Енгелберт I фон Марк и първата му съпруга Кунигунда фон Близкастел има децата:
- Агнес († сл. 9 юни 1258), омъжена за граф Хайнрих фон Берг-Виндек († вер. 1298)
- София († 1302), омъжена пр. 6 декември 1264 г. за граф Лудвиг II фон Цигенхайн († сл. 1289)
- Рихардис/Рикарда (* пр. 1258; † сл. 1286, омъжена пр. 1 май 1251 г. за граф Ото III фон Текленбург-Бентхайм († 1285)
- Еберхард I фон Марк (* ок. 1252; † 4 юли 1308), граф на Марк (1277 – 1308), женен I. ок. 29 януари 1273 г. за графиня Ирмгард фон Берг († 24 март 1294), II. за Мария фон Лоон (* ок. 1275)
- Юта фон Марк, омъжена I. за фон Хомбург, II. пр. 6 декември 1264 г. за Готфрид I фон Сайн

С втората му съпруга от 1265 г. Елизабет фон Хайнсберг-Фалкенбург († сл. 1277), дъщеря на Дитрих II фон Фалкенбург († 1268) 	и Берта фон Лимбург († 1254), той има децата:
- Матилда (Мехтхилд) († сл. 1316), омъжена за граф Флорис фон Бертхоут († 1331)
- Герхард († сл. 1335), господар на Бодихем, женен за Елизабет дьо Дамартен, дъщеря на граф Жан
- Аделхайд, омъжена за граф Ото фон Клеве (1278 – 1310)